# Rowland George
Rowland David George (ur. 15 stycznia 1905 w Bath, zm. 9 września 1997 w Henley-on-Thames) – brytyjski wioślarz i wojskowy, dwukrotny medalista olimpijski.
Kształcił się w Wycliffe College i Lincoln College Uniwersytetu Oksfordzkiego. Nie brał udziału w The Boat Race.
Wystąpił na igrzyskach olimpijskich w Los Angeles w 1932, gdzie Brytyjczycy w składzie: Hugh Edwards, John Badcock, Jack Beresford i Rowland George zwyciężyli w czwórkach bez sternika. W finale o 4,8 sekundy wyprzedzili Niemców i o 5,8 sekundy Włochów.
W trakcie II wojny światowej służył w Royal Air Force, osiągając stopień wing commandera (odpowiednik podpułkownika). W 1943 wziął udział w Operacji Avalanche, następnie został Oficerem Orderu Imperium Brytyjskiego oraz został odznaczony Orderem Wybitnej Służby. W 1944 został także Oficerem Legii Zasługi.
W 1933 poślubił Sylvię Beatrice Norton, córkę Cecila Nortona, 1. Barona Rathcreedan. Mieli trójkę dzieci.